# Христиченко Зінаїда Карпівна
Зінаїда Карпівна Христиченко (1915, місто Кривий Ріг, тепер Дніпропетровської області — 1949?, Полтавська область) — українська радянська діячка, голова колгоспу імені Політвідділу Петрівської сільської ради Миргородського району Полтавської області. Депутат Верховної Ради УРСР 2-го скликання.

## Біографія
Народилася в родині робітника. До 1932 року навчалася в неповній середній школі. У 1936 році закінчила Миргородський керамічний технікум.
У 1936—1940 роках — теплотехнік Артемівського алебастрового заводу Донецької (Сталінської) області.
З 1940 по 1941 рік працювала вчителькою. З 1941 року перебувала в евакуації.
З грудня 1944 року — голова колгоспу «Політвідділ» (імені Політвідділу) Петрівської сільської ради Миргородського району Полтавської області.

## Нагороди
- ордени
- медалі